# Cuzcotapaculo
De Cuzcotapaculo (Scytalopus urubambae) is een zangvogel uit de familie Rhinocryptidae (tapaculo's).

## Verspreiding en leefgebied
Deze soort is endemisch in het oostelijke deel van Centraal-Peru.

## Status
De grootte van de populatie is in 2020 geschat op 2500-10.000 volwassen vogels. Op de Rode lijst van de IUCN heeft deze soort de status niet bedreigd.